# Медаль «Золотой полумесяц»
Знак особого отличия золотая медаль «Алтын Ай» («Золотой Полумесяц») — медаль Туркменистана, вручаемая лицам, удостоенным звания Героя Туркменистана.

## Описание медали

### с 1992 по 2014 год

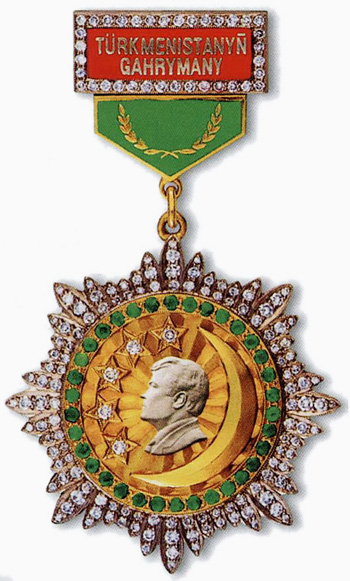

Медаль «Алтын Ай» имеет форму круга, вписанного в правильную восьмиугольную звезду, образованную углами двух, (малого и большого) смещённых по отношению друг к другу квадратов. Звезда выполнена из белого золота и состоит из 48 лучей, украшенных 124 бриллиантами разной величины. Общий диаметр медали — 44 мм.
В центре медали, выполненной из золота 958 пробы, на фоне 17 солнечных лучей, исходящих из центра, расположен рельефный профиль первого Президента Туркменистана Сапармурата «Туркменбаши», выполненный из белого золота. Размер рельефа — 12,7 мм. Вокруг профиля — объёмные изображения золотого месяца и пяти звёзд. В каждую звезду диаметром 5 мм вставлен бриллиант.
По окружности, в полосе шириной 2,15 мм, размещены цепочкой 34 изумруда. Диаметр центрального круга, включая полосу с изумрудами, — 27,5 мм.
На оборотной стороне медали имеется надпись «„Altyn Aý“ Türkmenistanyň Medaly» и выгравирован порядковый номер.
Медаль при помощи ушка и цепочки соединяется с колодкой, ширина которой — 22 мм, а высота — 17 мм. В верхней части колодки, в прямоугольной рамке (22 х 7 мм) имеется объёмная надпись «TÜRKMENISTANYŇ GAHRYMANY». Эта часть колодки залита красной эмалью.
В нижней пятиугольной части (20 х 10 мм), на фоне зелёной эмали — две оливковые ветви. Вся колодка и соединительная цепочка выполнены из золота 958 пробы.

### c 2014 года
В 2014 году утверждена новая редакция описания медали.
Медаль имеет форму круга, вписанного в правильную восьмиугольную звезду, образованную углами двух смещённых по отношению друг к другу квадратов. Звезда выполнена из золота и состоит из 48 солнечных лучей, украшенных 128 бриллиантами разной величины. Общий диаметр медали - 60 мм. 
В центре медали на фоне солнечных лучей, исходящих из центра, в центральной части внутреннего круга расположены карта Туркменистана золотистого цвета, а вокруг - изображения золотых полумесяца и пяти звёзд. Каждая звезда диаметром 5 мм инкрустирована бриллиантом. 
По окружности, в полосе шириной 3 мм, колечком размещены 50 изумрудов. Диаметр центрального круга, включая полосу с изумрудами, - 37,5 мм. 
На оборотной стороне медали имеется надпись «Altyn Aý» Türkmenistanyň medaly» и выгравирован порядковый номер. 
Медаль с помощью колечка соединяется с колодкой, ширина которой - 30 мм, а высота - 23 мм. В верхней части колодки, в прямоугольной рамке, ширина которой - 30 мм, а высота - 9,5 мм, имеется надпись «TÜRKMENISTANYŇ GAHRYMANY». Эта часть колодки покрыта эмалью красного цвета. В нижней пятиугольной части, покрытой эмалью зелёного цвета, ширина которой - 26 мм, а высота - 13,5 мм, изображены две расходящиеся золотистые оливковые ветви. 
Медаль Туркменистана «Altyn Aý» и её колодка выполнены из золота 750 пробы.